# Radisson Blu Hotel Olümpia (гостиница, Таллин)
Radisson Blu Hotel Olümpia (произн. Рэ́диссон Блу Хо́тель Олю́мпия, англ. Radisson Blu Hotel Olympia), первоначальное название гостиница «Олимпия» (эст. Hotell Olümpia), до ребрэндинга в 2010 году носила название Reval Hotel Olümpia — гостиница в Таллине. Находится в 1500 метрах от пластины с нулевой отметкой расстояний на Ратушной площади по адресу: улица Лийвалайа, д. 33 (эст. Liivalaia tänav 33).
Вторая высотная гостиница города, построенная финскими строителями в советский период к Олимпийским Играм 1980 года
Над проектом работали архитекторы Тойво Каллас, по словам которого «Олимпия» должна была по высоте превышать гостиницу «Латвия» в Риге, имевшую 26 этажей, и Рейн Керстен.

## История
Официальное открытие гостиницы состоялось 6 апреля 1980 года, где присутствовали не только первые лица республики, но и высокие гости из Москвы, поскольку открытие гостиницы стало одним из ключевых событий во всём Советском Союзе.
Гостями гостиницы были такие знаменитости, как премьер-министр Индии Индира Ганди, музыкальные группы Boney M., Rammstein, The Prodigy, певица Алла Пугачёва. В варьете гостиницы начинала свою карьеру советская и эстонская певица Анне Вески.
Если в 1980 году в гостинице насчитывалось около 600 работников, то в 2011 году — только 200, из которых лишь 6 человек работали с момента её открытия.